# Nappily Ever After
Nappily Ever After (prt: Agarra-te à Vida, Não ao Cabelo; bra: Felicidade por um Fio) é um filme de comédia romântica americana de 2018, dirigido por Haifaa al-Mansour e escrito por Adam Brooks e Cee Marcellus. Baseia-se na novela do mesmo nome por Trisha R. Thomas. O filme é estrelado por Sanaa Lathan, Ernie Hudson, Lyriq Bent, Lynn Whitfield, Ricky Whittle e Camille Guaty.
O filme foi lançado em 21 de setembro de 2018, pela Netflix.

## Enredo
Uma jovem negra, Violet (Sanaa Lathan), tem uma vida aparentemente perfeita: ela é bem-sucedida em seu trabalho como publicitária, está com o namorado dela, Clint (Ricky Whittle), há dois anos, e tem um perfeito cabelo longo e liso, apesar do esforço necessário para mantê-lo. Mas depois de esperar que o namorado dela propusesse uma aliança de noivado em seu aniversário, ele lhe deu um cachorro, levando a uma separação. Ele diz a ela que ele realmente não a conhece porque ela é perfeita demais. Depois que ela perde uma conta importante no trabalho e tem um contratempo em um salão de beleza, ela começa a perceber que seu cabelo tem sido um símbolo de sua vida que ela não está realmente querendo. Depois que um tecido e uma tintura loira dão errado, ela raspa a cabeça. Inicialmente horrorizada com o que ela fez, ela cresce em confiança em seu novo visual. Ela começa a namorar o dono do salão (cabeleireiro), Will (Lyriq Bent), e faz amizade com sua jovem filha, Zoe (Daria Johns). Depois que Violet perde uma proposta para uma campanha publicitária usando mulheres reais para uma ideia padrão de um colega usando modelos loiras, ela deixa o emprego. No entanto, ela ainda se esforça para ser ela mesma completamente, particularmente ao apresentar Will a sua mãe (Lynn Whitfield). Violet e Clint se reconciliam e ele propõe casamento, mas em sua festa de noivado, ele pediu a ela para arrumar o cabelo, ela percebe que ainda está tentando ser quem ele quer, em vez de quem ela quer. Eles se separam e ela se reúne com Will, lançando uma campanha publicitária para seus produtos de cuidados com o cabelo que procuram incentivar as mulheres a verem seus cabelos naturais tão bonitos.

## Elenco
- Sanaa Lathan como Violet Jones
- Ernie Hudson como Richard Jones
- Lyriq Bent como Will Wright
- Lynn Whitfield como Paulette Jones
- Ricky Whittle como Clint
- Camille Guaty como Wendy
- Brittany S. Hall
- Daria Johns como Zoe Wright

## Produção
O projeto de comédia romântica Nappily Ever After já estava em desenvolvimento pela Universal Pictures em 2003, quando o estúdio convidou Patricia Cardoso para dirigir a adaptação cinematográfica do romance de mesmo nome de Trisha R. Thomas, e o roteiro foi escrito por Tina Gordon Chism, que foi mais tarde reescrito por Lisa Loomer. Halle Berry foi embarcado para estrelar o filme que teve produtores Berry e Marc Platt, juntamente com Vincent Cirrincione e Angela DeJoseph.
Em 15 de agosto de 2017, foi anunciado que o filme estava sendo desenvolvido pela Netflix e Sanaa Lathan foi escalada para interpretar o papel principal, que Haifaa al-Mansour diria de um roteiro de Adam Brooks e Cee Marcellus. Os produtores seriam Platt, Tracey Bing, Jared Leboff e Lathan. Ernie Hudson também se juntou ao filme para interpretar o pai de Violet Jones (Lathan), Richard. Em agosto de 2017, Lynn Whitfield se juntou ao filme para interpretar a mãe de Violet, Paulette. Em setembro de 2017, mais elenco foi anunciado, incluindo Ricky Whittle como Clint, um médico de Londres que tem um relacionamento de longo prazo com Violet; Lyriq Bent para interpretar Will Wright, cabeleireiro e dono de salão, que inicia um novo relacionamento com Violet; e Camille Guaty também se juntou ao filme para interpretar Wendy, uma das melhores amigas de Violet. Em 11 de setembro de 2017, Brittany S. Hall foi escalada para o filme para interpretar uma das melhores amigas de Violet.
A principal fotografia do filme começou em 28 de agosto de 2017 em Atlanta. Lathan raspou a cabeça por seu papel no filme.

## Lançamento
O filme foi lançado em 21 de setembro de 2018.

### Recepção
No agregador de críticas de televisão e cinema Rotten Tomatoes, Nappily Ever After tem 71% de aprovação e uma nota média de 6,5/10, baseado em 7 críticas. No Metacritic, outro agregador de críticas, o filme tem a nota de 64/100, baseado em 4 críticas. Sheila O'Malley do portal especializado em cinema "RogerEbert.com" deu ao filme três estrelas e elogiou a obra por seu humor, honestidade e pelas boas performances de seus atores. Roger Moore do site "Movie Nation" deu à Nappily Ever After duas de quatro estrelas e chamou o filme de "uma rom-com apática que é mais 'empoderadora' do que divertida".
 Já Lapacazo Sandoval do jornal "New York Amsterdam News" gostou do filme e disse que Nappily Ever After é uma pelicula "leve e encantadora, uma história de amor perene produzida por uma produtora inteligente e atenciosa, Tracey Bing" Angelica Jade Bastién da revista semanal New York Magazine, no entanto, disse que o filme era apenas "uma comédia romântica com uma compreensão redutora da feminilidade negra e sem química no elenco ou beleza suficiente para nos distrair" e completou: "Nappily Ever After poderia ter sido um filme leve e charmoso que levasse a sério a toxicidade da perfeição, a beleza do cabelo de uma mulher negra em todas as suas formas, e uma consideração sincera de uma mulher reescrevendo sua própria narrativa. Mas falta-lhe o charme que esperamos dos filmes do gênero e o refinamento para lidar com a dimensão política desse conto. Nappily Ever After é uma história de amor em busca de uma história para contar."